# Eric Brewer
Eric Charles Brewer, född 17 april 1979 i Vernon, British Columbia, är en  kanadensisk professionell ishockeyspelare som spelar för det amerikanska ishockeylaget Anaheim Ducks i NHL. Han har tidigare spelat för New York Islanders, Edmonton Oilers, St. Louis Blues och Tampa Bay Lightning. Han är uppvuxen i Kamloops i British Columbia.
Brewer har spelat flera internationella turneringar för det kanadensiska ishockeylandslaget. Han var med och tog OS-guld i Salt Lake City 2002. Han har också ett guld från World Cup 2004 samt tre VM-guld: 2003 i Helsingfors, 2004 i Prag och 2007 i Moskva.

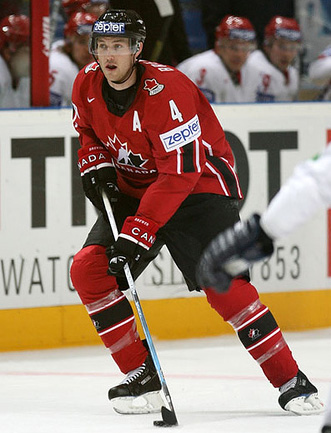
Eric Brewer i det kanadensiska ishockeylandslaget.

## Statistik

### Klubbkarriär
| 1995–96    | Prince George Cougars | WHL        | 63  | 4  | 10  | 14  | 25  | —  | — | —  | —  | —  |
| 1996–97    | Prince George Cougars | WHL        | 71  | 5  | 24  | 29  | 81  | 15 | 2 | 4  | 6  | 16 |
| 1997–98    | Prince George Cougars | WHL        | 34  | 5  | 28  | 33  | 45  | 11 | 4 | 2  | 6  | 19 |
| 1998–99    | New York Islanders    | NHL        | 63  | 5  | 6   | 11  | 32  | —  | — | —  | —  | —  |
| 1999–00    | Lowell Lock Monsters  | AHL        | 25  | 2  | 2   | 4   | 26  | 7  | 0 | 0  | 0  | 0  |
| 1999–00    | New York Islanders    | NHL        | 26  | 0  | 2   | 2   | 20  | —  | — | —  | —  | —  |
| 2000–01    | Edmonton Oilers       | NHL        | 77  | 7  | 14  | 21  | 53  | 6  | 1 | 5  | 6  | 2  |
| 2001–02    | Edmonton Oilers       | NHL        | 81  | 7  | 18  | 25  | 45  | —  | — | —  | —  | —  |
| 2002–03    | Edmonton Oilers       | NHL        | 80  | 8  | 21  | 29  | 45  | 6  | 1 | 3  | 4  | 6  |
| 2003–04    | Edmonton Oilers       | NHL        | 77  | 7  | 18  | 25  | 67  | —  | — | —  | —  | —  |
| 2005–06    | St. Louis Blues       | NHL        | 32  | 6  | 3   | 9   | 45  | —  | — | —  | —  | —  |
| 2006–07    | St. Louis Blues       | NHL        | 82  | 6  | 23  | 29  | 69  | —  | — | —  | —  | —  |
| 2007–08    | St. Louis Blues       | NHL        | 77  | 1  | 21  | 22  | 91  | —  | — | —  | —  | —  |
| 2008–09    | St. Louis Blues       | NHL        | 28  | 1  | 5   | 6   | 24  | —  | — | —  | —  | —  |
| 2009–10    | St. Louis Blues       | NHL        | 59  | 8  | 7   | 15  | 46  | —  | — | —  | —  | —  |
| 2010–11    | St. Louis Blues       | NHL        | 54  | 8  | 6   | 14  | 57  | —  | — | —  | —  | —  |
| 2010–11    | Tampa Bay Lightning   | NHL        | 22  | 1  | 1   | 2   | 24  | 18 | 1 | 6  | 7  | 14 |
| NHL totalt | NHL totalt            | NHL totalt | 758 | 65 | 145 | 210 | 618 | 30 | 3 | 14 | 17 | 22 |

### Internationellt
| År            | Lag           | Turnering     |    | Matcher | Mål | Assist | Poäng | Utv |
| ------------- | ------------- | ------------- | -- | ------- | --- | ------ | ----- | --- |
| 1998          | Kanada        | JVM           | 7  | 0       | 2   | 2      | 8     |     |
| 2001          | Kanada        | VM            | 7  | 0       | 2   | 2      | 6     |     |
| 2002          | Kanada        | OS            | 6  | 2       | 0   | 2      | 0     |     |
| 2002          | Kanada        | VM            | 7  | 2       | 3   | 5      | 4     |     |
| 2003          | Kanada        | VM            | 9  | 1       | 2   | 3      | 8     |     |
| 2004          | Kanada        | VM            | 9  | 1       | 1   | 2      | 6     |     |
| 2004          | Kanada        | WC            | 6  | 1       | 3   | 4      | 4     |     |
| 2007          | Kanada        | VM            | 9  | 1       | 3   | 4      | 6     |     |
| Senior totalt | Senior totalt | Senior totalt | 53 | 8       | 14  | 22     | 34    |     |